# Чигасово (Московская область)
Чигасово — деревня в составе сельского поселения Захаровское Одинцовского района Московской области России. Население — 43 человека на 2006 год, в деревне числятся 6 улиц и 4 садовых товарищества. До 2006 года Чигасово входило в состав Захаровского сельского округа.
Деревня расположена на западе района, в 7 км юго-восточнее Звенигорода, высота центра над уровнем моря — 193 м.
Впервые в исторических документах деревня встречается в Экономических примечаниях 1800 года, согласно которым в ней было 10 дворов, 33 мужчины и 28 женщин. На 1852 год в деревне числилось 6 дворов, 34 души мужского пола и 36 — женского, в 1890 году — 73 человека. По Всесоюзной переписи 17 декабря 1926 года числилось 19 хозяйств и 90 жителей, по переписи 1989 года — 22 хозяйства и 22 жителя.